# Ił-80
Ił-80 (ros. Ил-80) – radziecki, a następnie rosyjski samolot pełniący funkcję powietrznego stanowiska dowodzenia prezydenta i dowódcy sił zbrojnych na wypadek wojny. Maszyna powstała w oparciu o konstrukcję samolotu pasażerskiego Ił-86. Oznaczenie kodowe NATO – Maxdome.

## Historia

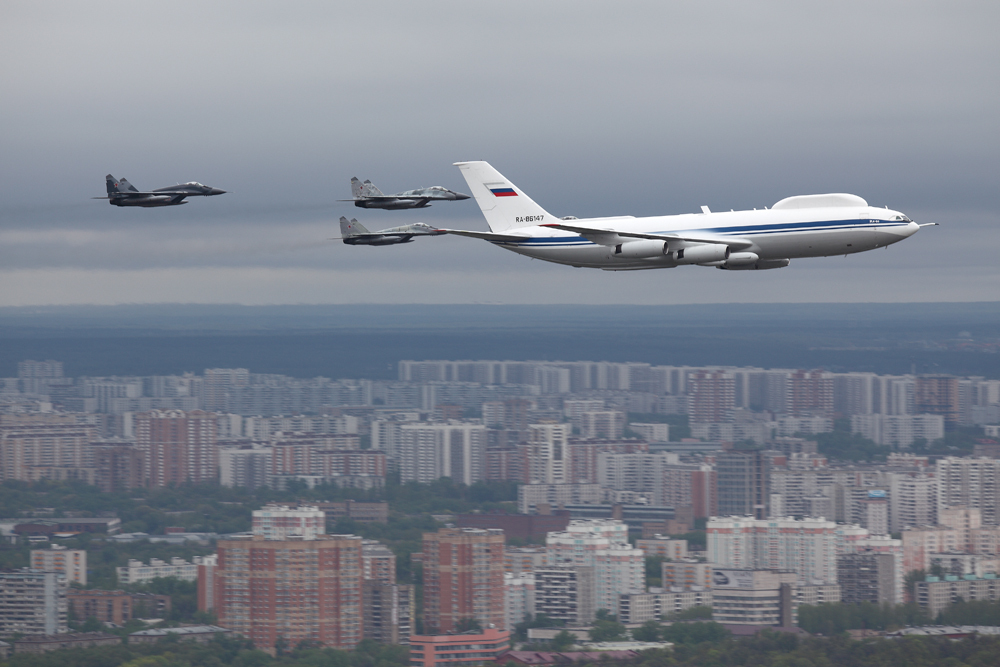
Ił-80 podczas pokazów nad Moskwą, 9 maja 2010 r.

Samolot powstał jako strategiczny samolot dowodzenia mający uzupełnić flotę maszyn Ił-22 Zebra pełniących podobne funkcje. Aby sprostać zadaniu wybrano największą i najpojemniejszą wówczas dostępną maszynę, pasażerski Ił-86. Prototyp samolotu wzniósł się do swojego pierwszego lotu 29 maja 1985 roku. Maszyna nie była wówczas jeszcze wyposażona w specjalistyczne systemy łączności. Samolot z zainstalowanymi systemami po raz pierwszy wzbił się w powietrze 5 marca 1987 roku. Na początku lat 90. XX wieku wybudowano cztery maszyny oznaczone numerami CCCP-86146 i kolejno do -49. Po rozpadzie Związku Radzieckiego samoloty otrzymały znaki RA-86146 i kolejne do numeru -49. W 1990 roku z pokładu Ił-80 wydano po raz pierwszy rozkaz odpalenia międzykontynentalnej rakiety balistycznej. Informacje opisujące zakres zmian dokonany w nowej maszynie są bardzo skąpe. Pierwszy publiczny pokaz nowego samolotu odbył się w Achtubińsku na wystawie statycznej z okazji rocznicy istnienia 929. Państwowego Instytutu Badań Lotniczych. W locie maszynę można było oglądać po raz pierwszy publicznie 9 maja 2010 roku na paradzie w Moskwie z okazji 65. rocznicy zwycięstwa nad hitlerowskimi Niemcami. Na stałe cztery wybudowane samoloty o numerach 86146, -47, -48 i -49 stacjonują w 6991. Bazie Lotnictwa Transportowego w Czkałowsku. W 2006 roku rozpoczęto program modernizacji samolotów, którym objęte będą wszystkie maszyny.

## Konstrukcja

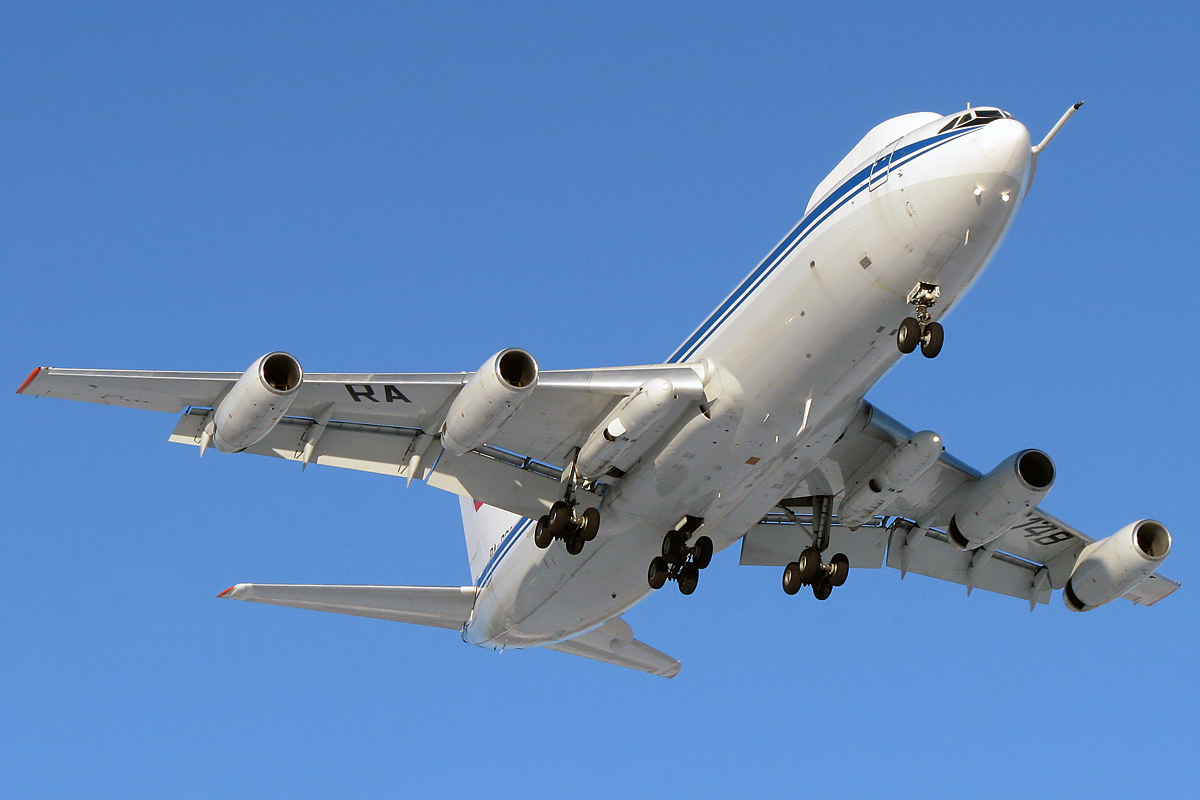
Ił-80 w locie

Ił-80 konstrukcyjnie oparty jest na modelu Ił-86. W porównaniu z pierwowzorem zmieniono całkowicie wyposażenie kabiny. Samolot pozbawiono okien pasażerskich i niektórych drzwi. Maszyna otrzymała system pobierania paliwa w powietrzu. Sonda do pobierania umieszczona jest na dziobie maszyny. Najbardziej charakterystyczną cechą nowego samolotu jest duża owiewka na kadłubie, w jego przedniej części. Umieszczone są tam anteny systemów łączności satelitarnej. W dużo mniejszej owiewce, na kadłubie przed statecznikiem pionowym samolotu znajdują się prawdopodobnie anteny systemu łączności Asteroid-S. Z tyłu, u dołu kadłuba znajduje się antena linowa systemu łączności w zakresie bardzo niskich częstotliwości Fregat, przeznaczona do łączności z atomowymi okrętami podwodnymi. Antena nawinięta jest na bęben i wysuwana podczas lotu w powietrze. Jej długość może sięgać kilku kilometrów. Na końcu anteny zainstalowano stabilizujący ją w powietrzu po wyciągnięciu stożek. Pod skrzydłami, pomiędzy wewnętrznymi silnikami a kadłubem umieszczono dodatkowe pojemniki będące źródłem prądu dla zainstalowanych na pokładzie systemów. W pojemnikach mieszczą się silniki turbinowe AI-24UB oraz prądnice. Informacje dotyczące zainstalowanych na pokładzie układów i systemów mają charakter poszlakowy. Rosja nigdy nie ujawniła informacji opisujących wyposażenie samolotów.